# Figulus nitidulus
Figulus nitidulus es una especie de coleóptero de la familia Lucanidae.

## Distribución geográfica
Habita en el Archipiélago Bismarck, Nueva Guinea.